# Schule Phiesewarden
Die ehemalige Schule Phiesewarden, Ringstraße 66, im niedersächsischen Nordenham-Phiesewarden im Landkreis Wesermarsch stammt vom Anfang des 20. Jahrhunderts.

Aktuell (2024) wird sie als Kindergarten genutzt.
Die Gebäude stehen unter Denkmalschutz (siehe auch Liste der Baudenkmale in Nordenham).

## Geschichte
Phiesewarden gehörte zu den sechs frühgeschichtlichen (um 100 v. Chr.) Dorfwurten im nordwestlichen Bereich der Außenweser auf dem östlichen Festlandsknie von Butjadingen. Der Deichbau und die Sielentwässerung ab dem 16. Jahrhundert verbesserte hier die landwirtschaftlichen Bedingungen. Die Bauerschaft westlich von Blexen erhielt 1756 den Oldenburger Bauerbrief. 1908 wurde eine Schule gebaut.

## Beschreibung
Das eineinhalb- und zweigeschossige verputzte L-förmige Gebäude auf Sockel, mit Walmdach und Satteldächern, dem Dachhaus auf dem Hauptgebäude sowie gerahmten rechteckigen Fenstern und einem Anbau, wurde 1908 (andere Quellen: 1900) gebaut und 1922 erweitert. Die spätere Grundschule wurde 2012 geschlossen, da sie nur noch 48 Kinder besuchten.
Ein ehem. Stallgebäude mit Walmdach steht als Nebengebäude auch unter Denkmalschutz.
Ein weiteres Nebengebäude mit Walmdach diente als Toiletten.
Das Landesdenkmalamt befand zur Bedeutung: „geschichtlich, städtebaulich“.